# Caladenia multiclavia
Caladenia multiclavia är en orkidéart som beskrevs av Heinrich Gustav Reichenbach. Caladenia multiclavia ingår i släktet Caladenia och familjen orkidéer.

## Underarter
Arten delas in i följande underarter:
- C. m. brevicuspis
- C. m. multiclavia

## Bildgalleri

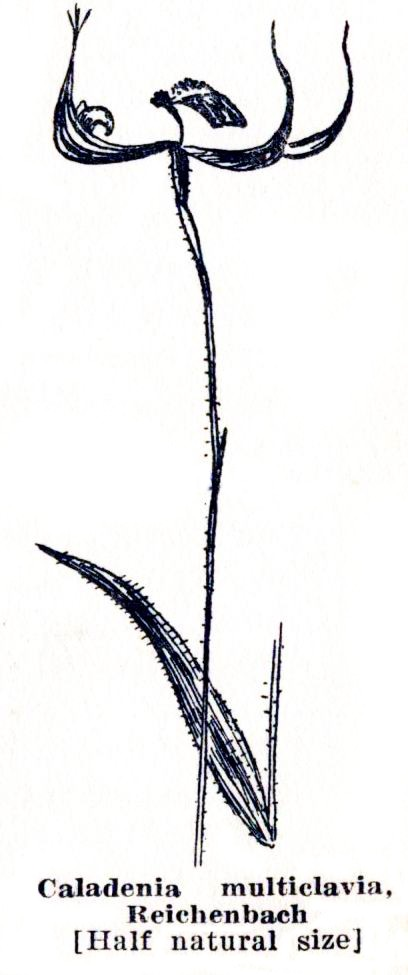